# Geribde wolfsmelk
Geribde wolfsmelk (Euphorbia prostrata) is een soort uit het geslacht wolfsmelk (Euphorbia).

## Ecologie
Geribde wolfsmelk is een thermofiele pioniersoort die vooral in de voegen van plaveisel groeit. Ook op gruis op begraafplaatsen wordt de soort aangetroffen.

### Syntaxonomie
In de syntaxonomie geldt geribde wolfsmelk als diagnostisch voor de subassociatie met liefdegras binnen de associatie van vetmuur en zilvermos.

## Verspreiding
Het natuurlijke verspreidingsgebied van geribde wolfsmelk strekt zich uit over de Verenigde Staten, Centraal-Amerika en Zuid-Amerika. De soort is van daaruit door de mens over alle continenten behalve Antarctica verspreidt en ingeburgerd. In Nederland is geribde wolfsmelk zeldzaam maar neemt toe.